# Aethionema carneum
Aethionema carneum är en korsblommig växtart som först beskrevs av Joseph Banks och Daniel Carl Solander, och fick sitt nu gällande namn av Boris Fedtjenko. Aethionema carneum ingår i släktet Aethionema och familjen korsblommiga växter. Inga underarter finns listade i Catalogue of Life.